# 马特·费耶特
马修·查尔斯·"马特"·费耶特（英語：Matthew Charles "Matty" Fryatt，1986年3月5日—），英格蘭足球運動員，司職前鋒。
费耶特現時保持李斯特城最快入球紀錄，他於2006年4月15日主場1-2負於普雷斯頓一役，開賽後僅9秒即先拔頭籌；而他同時亦保持華素爾最快入球紀錄，於2004/05年球季對般尼茅夫時同樣僅花了9秒即射入首球。
2008/09年球季费耶特連創兩項球會紀錄，首先成為李斯特城近42年來首名於聖誕節前射入20球的球員；其二是83年來首名連續兩場比賽取得帽子戲法的球員。

## 生平

### 華素爾
费耶特出生於沃里克郡的納尼頓（Nuneaton），在華素爾的青訓系統成長，年僅17歲的費耶特在完成三年學徒球員獎學金的第一年後，即獲華素爾提供一份兩年的職業合約。费耶特於2003年9月24日首次代表一隊在聯賽盃於下半場後補上陣迎戰保頓，雖然未在聯賽上陣，其表現已獲得英超球會保頓、愛華頓及曼聯的注視。同年12月18日獲外借到丙組〈第四級〉的卡素爾一個月汲取上陣經驗，於2004年1月3日對波士顿联（Boston United）射入2-1的致勝球及個人首個入球，於1月15日獲續借一個月，期間共獲10次選派上陣，於2月23日被召回華素爾。這次寶貴的外借經驗證實非常成功，在返回華素爾後，费耶特於2003/04年球季末段時間開始成為正選球員，在2004年3月20日作客對普雷斯頓於開賽後2分鐘先開紀錄，射入在華素爾的首個入球。费耶特在5月26日延長合約到2006年，但華素爾在季後降級英甲。
2004/05年球季费耶特勇態達巔峰，整季共射入15球，於2005年1月29日主場對哈德斯菲爾德演出帽子戲法協助球隊反勝4-3；3月12日主場對般尼茅夫開賽後9秒閃電開紀錄。费耶特於球季末獲選為華素爾年度最佳球員及年度金球。
2005/06年球季费耶特更進一步，開季3場射入兩球，諾定咸森林出價求售，但其低於50萬英鎊的出價被華素爾的主席謝夫·邦士拿（Jeff Bonser）稱為「微不足道」而拒絕，由於费耶特將於季後約滿，有傳言他會在冬季轉會窗重開時離隊。雖然费耶特於9月27日延長一年合約，但他透露有意於季後離隊，他僅在上半季的27場比賽已為華素爾射入14球，莱斯特城與華素爾展開收購會談。

### 李斯特城
费耶特於2006年1月9日轉投英冠球隊莱斯特城，轉會費沒有透露，有傳約為35萬英鎊，金額按出場次數增加，華素爾在李斯特城將來出售费耶特時可以分紅，合約為期三年半。费耶特在李斯特城獲發「12號」球衣，與他在華素爾穿著的背號相同。他於1月14日首次披甲作客對錫周三，不幸以1-2敗陣而回；1月21日主場以1-2負於卡迪夫城射入首個入球一度追平1-1。在李斯特城的首半季费耶特合共射入6個聯賽入球，4月22日在主場謝幕戰對普利茅夫一箭定江山以1-0小勝，一度受降級威脅的李斯特城以第16位結束球季。
2006/07年球季费耶特被BBC評為李斯特城陣中的關鍵球員，「具有在英超比賽的態度與天份」。但開季卻並不順利，苦戰到第八場聯賽才於2006年9月16日作客1-1賽和新特蘭打破入球荒，其後更在操練時足踝受傷而缺陣一個月。這個傷患整季一直困擾著費耶特，雖然仍有34場上陣，卻只取得可憐的4個入球，包括在足總盃以3-4負於富咸的一球，李斯特城在聯賽僅得第19位的差劣成績。
2007/08年球季開季稍有進步，2007年9月26日在聯賽盃作客1-0爆冷擊敗阿士東維拉中射入唯一入球及在新球季「開齋」，三日後在接著的聯賽主場1-1賽和史篤城射入扳平，連續兩場比賽取得入球。但整季的轉捩點是於11月24日作客2-0擊敗布里斯托城，费耶特雖然射入一球，卻於完場前被罰紅牌離場，賽後李斯特城提出上訴不被接納，維持原判停賽三場。自此以後，费耶特一厥不振，在餘下球季沒有再取得入球，而英甲的克魯更一度要求外借费耶特不果。5月4日聯賽煞科日，李斯特城作客0-0賽和史篤城，結果使史篤城升級英超，而排尾三第22位的李斯特城在球會124年歷史中首次降級到第三級的英甲。
費耶特在2008/09年球季重振雄風，開季首4場聯賽射入5球，他的表現獲得領隊（Nigel Pearson）的讚賞，而隊友（Paul Dickov）亦認為他有在頂級聯賽作賽的實力，而在季末約滿的费耶特仍未續約。2008年11月29日费耶特在足總盃3-2淘汰杜根咸中包辦三個入球，一星期的12月6日後在聯賽3-0大勝修安聯中再次演出帽子戲法，是自1925年亞瑟·贊特拿（Arthur Chandler）以來首位李斯特城球員連續兩場比賽取得三個入球；加上這三球後，费耶特本季入球總數累計達到22球，是自1966年戴歷·杜根（Derek Dougan）後首個在聖誕節前射入20球的李斯特城球員。
不斷有傳聞費耶特將會離隊他投，2008年12月23日费耶特與李斯特城簽訂三年半新約，打破流言。2009年1月13日费耶特獲選為12月「英甲每月最佳球員」。2月7日主場對奧咸，费耶特單刀被對方門將格雷格·弗莱明（Greg Fleming）撞跌，除弗莱明被罰離場外更獲判十二碼，费耶特面對客串守門的雲達斯卻射失，最終0-0完場。獎項一個接一個，於2009年英格蘭足球聯賽頒獎禮（Football League Awards）中當選「英甲年度最佳球員」。4月18日聯賽作客對，费耶特包辦兩球，取得個人本季第30及31個入球，兼確定球隊提早兩輪贏得英甲冠軍及來屆重返英冠直接升級資格。
2010年2月9日主場0-0賽和，费耶特於上半場與布莱恩·斯托克（Brian Stock）碰撞後下頜骨兩處爆裂離場，需要進行手術修補，預計缺陣約8星期。由於雙重骨裂導致復原緩慢，更因而消廋多達19磅，每星期到醫院覆診兩次，隊醫認為他將會缺席球季餘下賽事，而球隊亦臨急從借用詹姆士·奧立佛·華根取代其席位。季末费耶特康復後恢復操練，可望趕及在附加賽上陣，他在聯賽閉幕戰對傷癒復出，以後補身份登場。附加賽對卡迪夫城首回合主場費耶特只列後備，下半場才入替（Lloyd Dyer）上陣，李斯特城以0-1落敗；次回合作客，正選上陣的费耶特為球隊射入扳平1-1，最終3-2完場，累計3-3平手，加時賽兩無記錄，需要以互射十二碼定勝負，以3-4見負而無緣晉級決賽。费耶特以13個總入球連續兩年成為李斯特城首席射手。
2010/11年球季费耶特季初在新領隊保罗·索萨麾下不受重用，僅在英格蘭聯賽盃第一圈4-3淘汰梅開二度。9月28日聯賽作客對诺里奇城，下半場後補入替的费耶特連入兩球，將比數追至接近的3-4，但卻因與敵衛爭論而被球證直接出示紅牌驅逐離場，賽後僅得5分的李斯特城排名聯賽榜末，而領隊保罗·索萨亦被革退。斯文·約蘭·艾歷臣接任領隊後，费耶特的情況沒有改善，仍然主要擔後後補，直到聖誕節前再沒有入球進帳。2010年12月23日艾歷臣證實有意羅致费耶特。

### 侯城
2011年1月1日费耶特正式加盟侯城，初步轉會費120萬英鎊，可以增加至160萬英鎊。1月3日首次披甲作客出戰樸茨茅夫，下半場入替積·森遜，隨即射入1球協助球隊3-2奏凱而回。
2013年9月27日，英超侯城將27歲法耶特外借到英冠錫周三，借用期為一個月。
2013年10月29日，錫周三延長借用法耶特至2013年11月底。
2013年12月3日，侯城宣佈法耶特外借期滿已歸隊。

### 國家隊
费耶特曾為英格蘭U18作賽一次，其後獲提升上英格蘭U19，於2004年9月9日對愛爾蘭U19在半場後補入替作處子上陣，並交出一次助攻協助球隊2-0獲勝。
2005年歐洲U-19足球錦標賽外圍賽费耶特曾上陣數場，但在北愛爾蘭舉行的決賽週只被列入候補名單，幸好最後獲徵召加入決賽週大軍。在準決賽對塞黑U19，費耶特大演帽子戲法協助英格蘭3-1獲勝晉級決賽，惟決賽1-3不敵法國U19而屈居亞軍，费耶特在決賽週5場比賽射入4球成為英格蘭首席射手。

## 榮譽
李斯特城
- 英格蘭甲級聯賽冠軍：2008/09年；

## 外部連結
- （英文）足球数据库：马特·费耶特的球员统计数据
- （英文）费耶特個人官網
- （英文）李斯特城官網：费耶特簡歷